# Gerald Horne

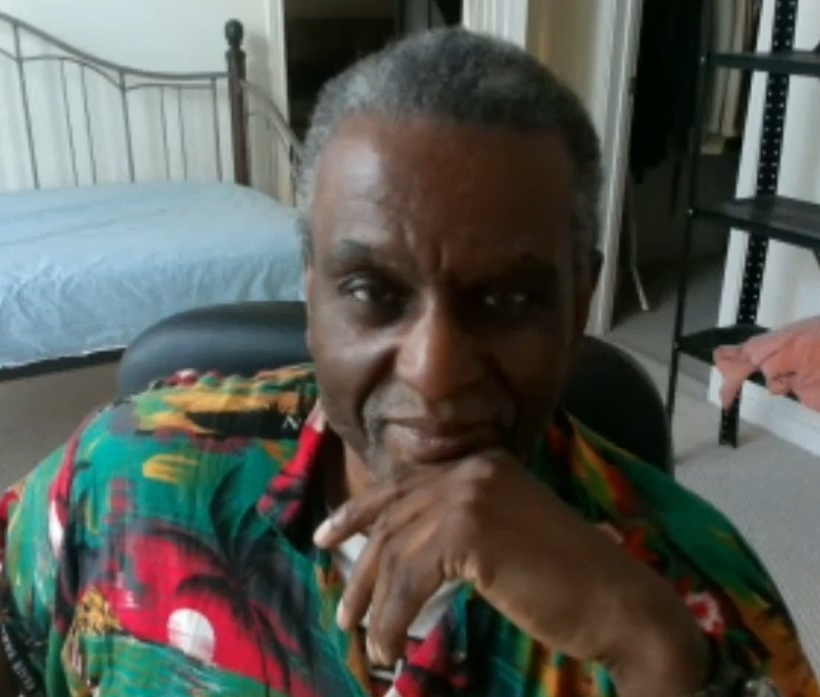
Gerald Horne

Gerald Horne (* 3. Januar 1949 in St. Louis) ist ein US-amerikanischer marxistischer Neuzeithistoriker, der seit 2003 den John J. and Rebecca Moores Chair of History and African American Studies an der University of Houston innehat.
Gerald Horne wuchs in St. Louis (Missouri) auf. Nach dem Studium an der Princeton University erwarb er 1982 den Ph.D. an der Columbia University und einen J.D. an der University of California, Berkeley. Er lehrte in New York sowie 1988–96 in Santa Barbara und war Fulbright Professor in Simbabwe und Hongkong.
Horne wurde 2021 mit dem American Book Award ausgezeichnet.

## Werk
Horne publizierte zu W. E. B. Du Bois und zu vernachlässigten Episoden der Geschichte, teilweise im marxistischen Verlag International Publishers. Besonders befasste er sich mit Kämpfen gegen den Imperialismus, Kolonialismus, Faschismus und die weiße Vorherrschaft. Das betrifft den Hollywood-Autor John Howard Lawson und den afroamerikanischen Isolationisten Lawrence Dennis, eine Person des amerikanischen Faschismus.
Andere Themen waren die Beziehungen zwischen US-amerikanischen Kreisen nach dem Sezessionskrieg und der Sklaverei in Brasilien. Ebenso interessierte er sich für das Verhältnis von unterdrückten Gruppen in den USA und den Japanern im Zweiten Weltkrieg, die vorgaben, gegen die weiße Vorherrschaft zu kämpfen.
Nach dem russischen Überfall auf die Ukraine 2022 beschuldigte er die USA und die NATO, den Konflikt langfristig ausgelöst zu haben, indem sie die russische Machtposition nicht anerkannten. Die Aufrüstung auch von Deutschland geschehe im Interesse von US-Rüstungsfirmen wie Raytheon, bei der General Lloyd Austin früher tätig gewesen sei, und missachte die historischen Lehren von 1945.

## Schriften
- Black and Red: W.E.B. Du Bois and the Afro-American Response to the Cold War. Albany (1985)
- From the Barrel of a Gun: The United States and the War against Zimbabwe, 1965–1980. University of North Carolina Press (2000)
- Class Struggle in Hollywood, 1930–1950 : Moguls, Mobsters, Stars, Reds and Trade Unionists. University of Texas Press (2001)
- Race Woman: The Lives of Shirley Graham Du Bois. New York University Press (2002)
- Black and Brown: African Americans and the Mexican Revolution, 1910–1920. New York University Press (2005)
- The Final Victim of the Blacklist: John Howard Lawson, Dean of the Hollywood Ten. University of California Press (2006)
- The White Pacific: U.S. Imperialism and Black Slavery in the South Seas After the Civil War. University of Hawaii Press (2007)
- The Deepest South: The United States, Brazil, and the African Slave Trade. New York University Press (2007)
- Blows Against the Empire: U.S. Imperialism in Crisis. International Publishers (2008)
- Red Seas: Ferdinand Smith and Radical Black Sailors in the United States and Jamaica. New York University Press (2009)
- Mau Mau in Harlem?: The U.S. and the Liberation of Kenya. Palgrave MacMillan (2009)
- The Color of Fascism: Lawrence Dennis, Racial Passing, and the Rise of Right-Wing Extremism in the United States. New York University Press (2009)
- W.E.B. Du Bois: A Biography. Greenwood Press (2009)
- The Counter-Revolution of 1776: Slave Resistance and the Origins of the United States of America. New York University Press (2014), ISBN 978-1-47980689-8.
- Race to Revolution: The U.S. and Cuba during Slavery and Jim Crow. Monthly Review Press (2014), ISBN 978-1-58367445-1.
- Confronting Black Jacobins:  The U.S., the Haitian Revolution and the Origins of the Dominican Republic. (2015)
- The Rise and Fall of the Associated Negro Press: Claude Albert Barnett’s Pan-African News and the Jim Crow Paradox. University of Illinois Press (2017)
- Storming the Heavens:  African Americans and the Early Struggle for the Right to Fly. Black Classic Press (2017)
- Facing the Rising Sun:  African Americans, Japan the Rise of Afro-Asian Solidarity. New York University Press (2018)
- The Apocalypse of Settler Colonialism: The Roots of Slavery, White Supremacy, and Capitalism in Seventeenth-Century North America and the Caribbean. Monthly Review Press (2018), ISBN 978-1-58367872-5.
- The Bittersweet Science: Racism, Racketeering, and the Political Economy of Boxing. International Publishers (2020)
- The Counter-Revolution of 1836: Texas Slavery & Jim Crow and the Roots of U.S. Fascism. International Publishers (2022)
- Revolting Capital: Racism and Radicalism in Washington D.C., 1900–2000. International Publishers (2023)

## Einzelbelege
1. ↑  Gerald Horne. In: International Publishers. Abgerufen am 27. Dezember 2023 (amerikanisches Englisch).
2. 1 2  https://www.uh.edu/class/news/archive/2021/september/gerald-horne-wins-american-book-award/index
3. ↑  Gerald Horne | Department of History. Abgerufen am 27. Dezember 2023 (englisch).
4. ↑  Phillip Luke Sinitiere: Comrades in the Struggle for Black Freedom: Gerald Horne and W.E.B. Du Bois. In: Phylon (1960-). Band 59, Nr. 1, 2022, ISSN 0031-8906, S. 107–127, JSTOR:27150917.
5. ↑  Gary Younge: The fascist who 'passed' for white. In: The Guardian. 4. April 2007, ISSN 0261-3077 (theguardian.com [abgerufen am 27. Dezember 2023]).
6. ↑  Mary Ann Mahony: The Deepest South: The United States, Brazil, and the African Slave Trade. In: The Americas. Band 67, Nr. 3, Januar 2011, ISSN 0003-1615, S. 434–436, doi:10.1017/S0003161500000286.
7. ↑  Gerald Horne: Race War!: White Supremacy and the Japanese Attack on the British Empire. New York University Press, 2020, ISBN 978-0-8147-7335-2, doi:10.18574/nyu/9780814773352.001.0001 (degruyter.com [abgerufen am 27. Dezember 2023]).
8. ↑  From Crisis to Catastrophe? What is to be Done in Eastern Europe. 2. März 2022, abgerufen am 27. Dezember 2023 (englisch).

| Personendaten    | Personendaten                |
| ---------------- | ---------------------------- |
| NAME             | Horne, Gerald                |
| ALTERNATIVNAMEN  | Horne, Gerald Charles        |
| KURZBESCHREIBUNG | US-amerikanischer Historiker |
| GEBURTSDATUM     | 3. Januar 1949               |
| GEBURTSORT       | St. Louis                    |